# Göttinger Gedenktafeln

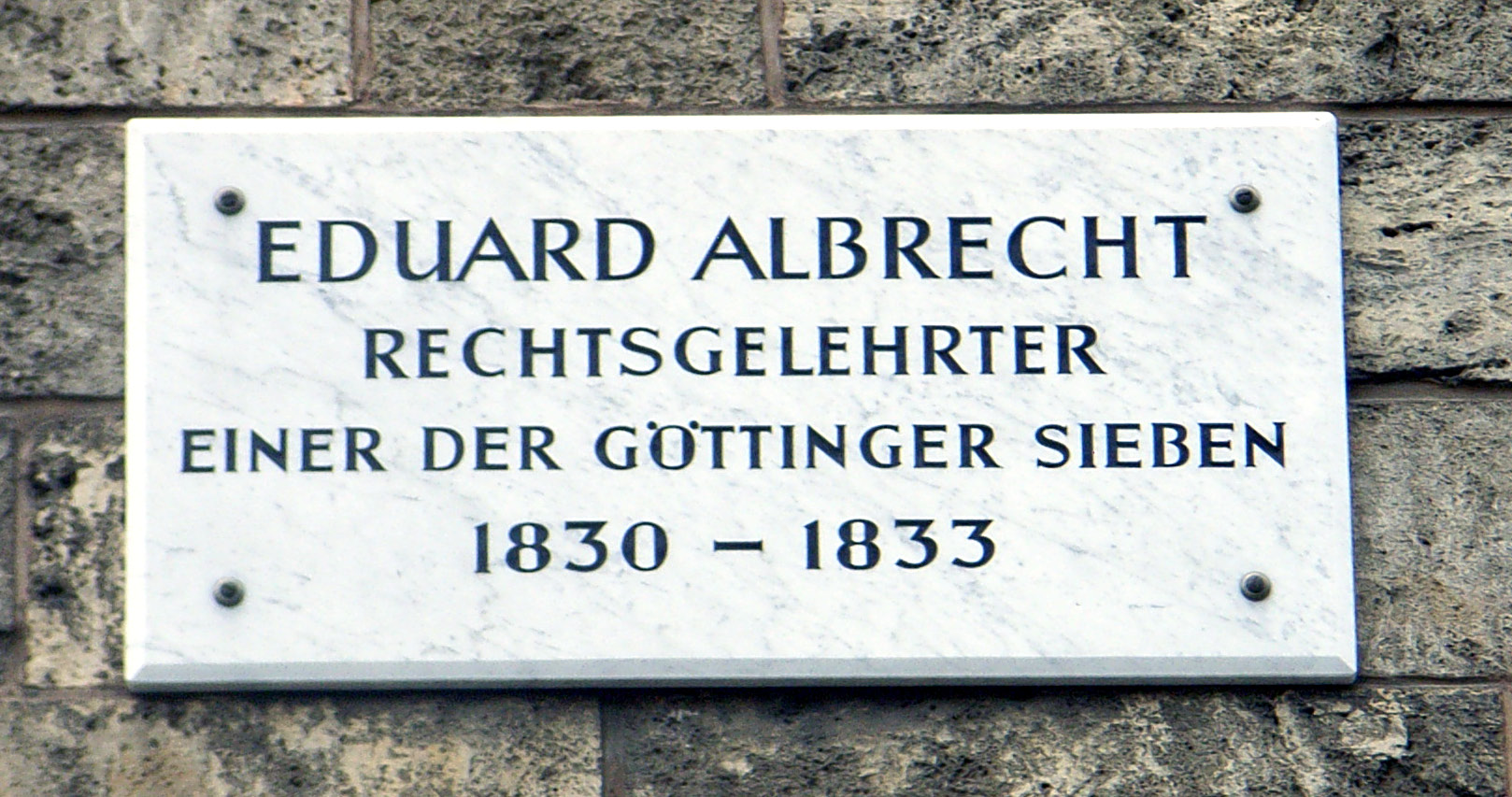
Eduard Albrecht (Weender Landstraße 8)

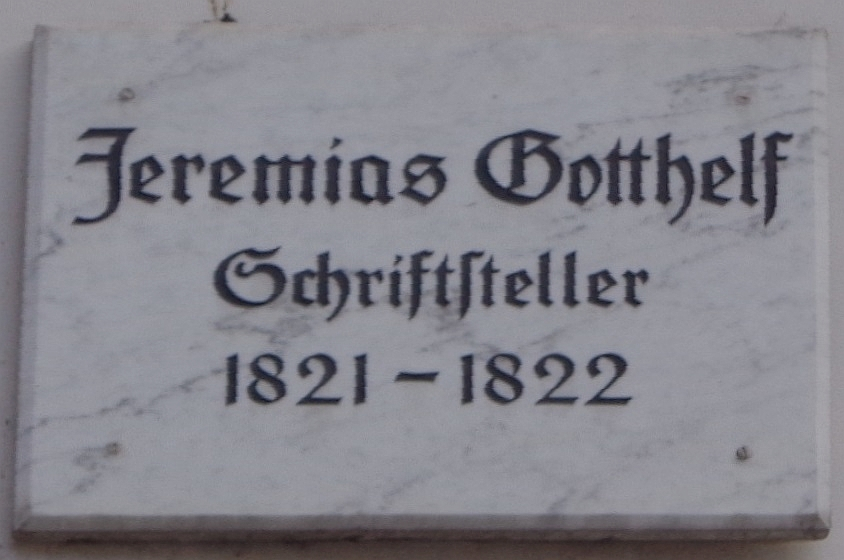
Jeremias Gotthelf (Papendiek 10)

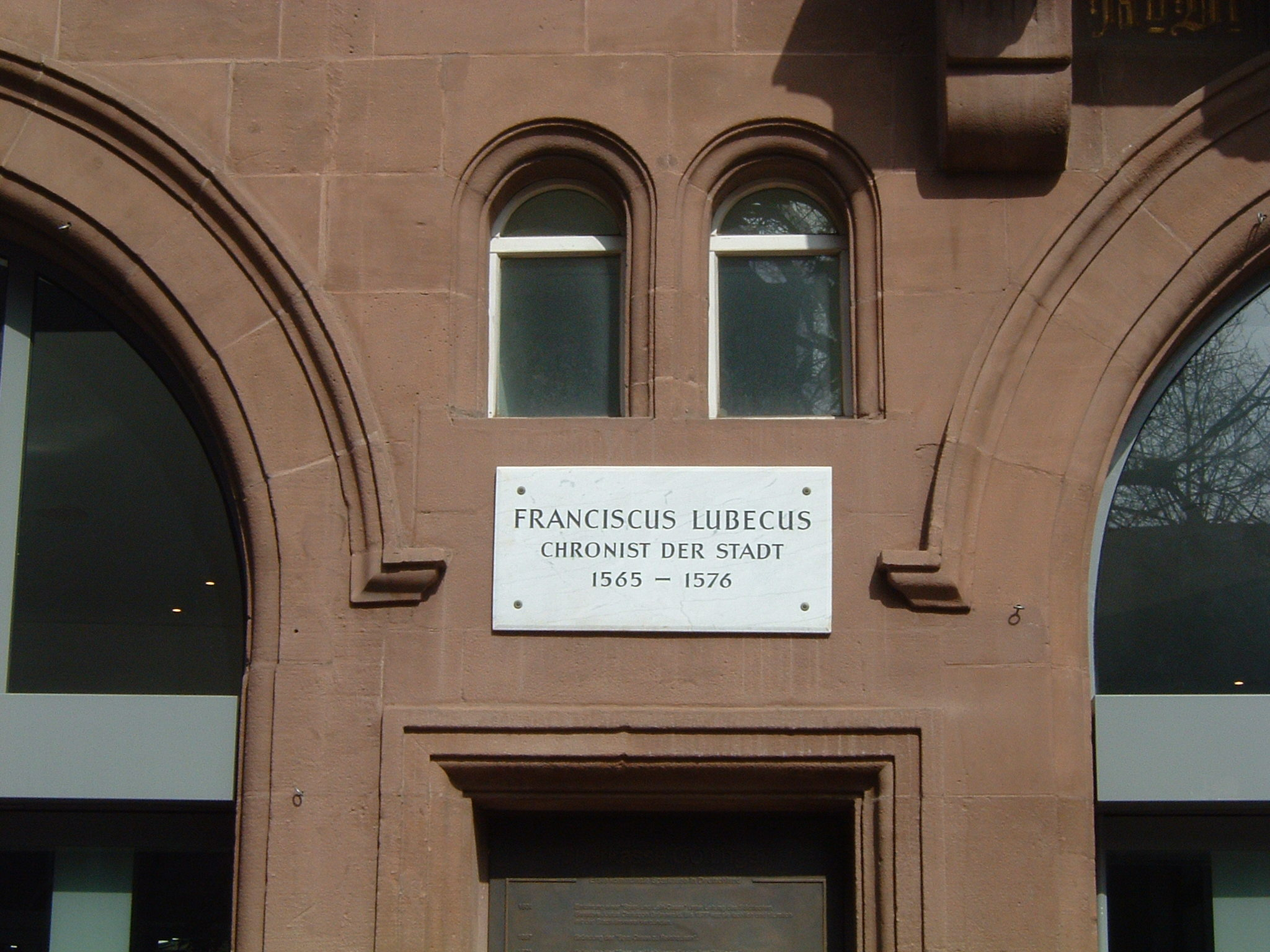
Franciscus Lubecus (Paulinerstraße 10/12)

Die Göttinger Gedenktafeln sind seit 1874 verwendete Gedenktafeln in der Universitätsstadt Göttingen in Niedersachsen, die an Gebäudefassaden angebracht sind und herausragende Persönlichkeiten erinnern.

## Beschreibung
Die seit über 150 Jahren gebräuchlichen Göttinger Gedenktafeln sind für das Göttinger Stadtbild charakteristisch. Sie wurden und werden an denjenigen Häusern angebracht, in denen die zu Ehrenden gelebt haben, allerdings ohne einen Hinweis, ob es sich noch um das originale Gebäude handelt. Die Tafeln sind querrechteckig, in der Regel aus weißem Marmor gearbeitet und werden unter oder neben den Obergeschoss-Wohnfenstern angebracht. Die auf den Gedenktafeln zusätzlich zu den Namen und oft den Berufsbezeichnungen auch genannten Jahreszahlen geben die Zeitspanne an, in der sich die betreffende Person in Göttingen aufgehalten hat. Die relative Einheitlichkeit der Gestaltung liegt auch darin begründet, dass die Anfertigung der Göttinger Gedenktafeln „nur bei wenigen Göttinger Steinmetzformen gelegen“ hat.
Geehrt wurden und werden auf diese Weise bedeutende Hochschullehrer der Georg-August-Universität sowie später bedeutend gewordene, ehemalige Studenten, aber auch bekannte Bürger der Stadt und berühmte Persönlichkeiten, die aus anderem Anlass, möglicherweise auch nur kurz, hier lebten. Die meisten Göttinger Gedenktafeln erinnern an jeweils einen ehemaligen Hausbewohner, manche an zwei auf einer Tafel, in Einzelfällen an bis zu acht Bewohner. An einigen Häusern befinden sich mehrere Gedenktafeln, angeführt vom Michaelishaus (Prinzenstraße 21) mit sogar sieben Tafeln.
Auch andere Städte, vor allem Universitätsstädte (wie beispielsweise Jena, Heidelberg, Tübingen, Stuttgart, Leipzig und Wittenberg) erinnern in ähnlicher Weise an ihre berühmten Persönlichkeiten; Göttingen weist – nach den über 3.300 Porzellan-Gedenktafeln in Berlin – in Deutschland die zweitgrößte Anzahl von Personen-Gedenktafeln auf.

## Geschichte
Die Göttinger Gedenktafeln wurden nach dem 1858 begonnenen Vorbild von Emailletafeln der Universitätsstadt Jena auf eine 1871 begonnene Initiative des Göttinger Bürgermeisters Georg Merkel hin 1874 eingeführt, um herausragende Persönlichkeiten zu ehren, die einst in Göttingen studierten oder lebten. Die erste Gedenktafel erinnerte 1874 an Karl Otfried Müller an seinem Wohnhaus Hospitalstraße 1.
1905 war die Anzahl der Tafeln auf 108 angewachsen, was Anlass zur Veröffentlichung eines „Nachschlagebüchleins für Einheimische und Fremde“ gab, das seither in mehreren erweiterten Auflagen (1910, 1962, 2002, 2016) erschien. Die genaue Anzahl der seit 1874 angebrachten Göttinger Gedenktafeln wird unterschiedlich angegeben: 1989 wurde sie von der zuständigen Stadtarchivarin Helga-Maria Kühn auf „etwa 250“ geschätzt; 2002 sollen es 320 gewesen sein; im März 2025 wurde die Zahl 351 genannt. Einige Gedenktafeln gingen verloren und wurden wiederhergestellt, über 30 Tafeln aber nicht. Zuletzt wurden pro Jahr im Durchschnitt mehr als zwei Personen durch eine neue Gedenktafel geehrt.
 

Stets wird die Anbringung neuer Göttinger Gedenktafeln durch öffentliche Einweihungstermine gefeiert, mit einer Laudatio auf die geehrte Person, die seit 1979 bisweilen anschließend im Göttinger Jahrbuch erscheint.

Bildergalerie
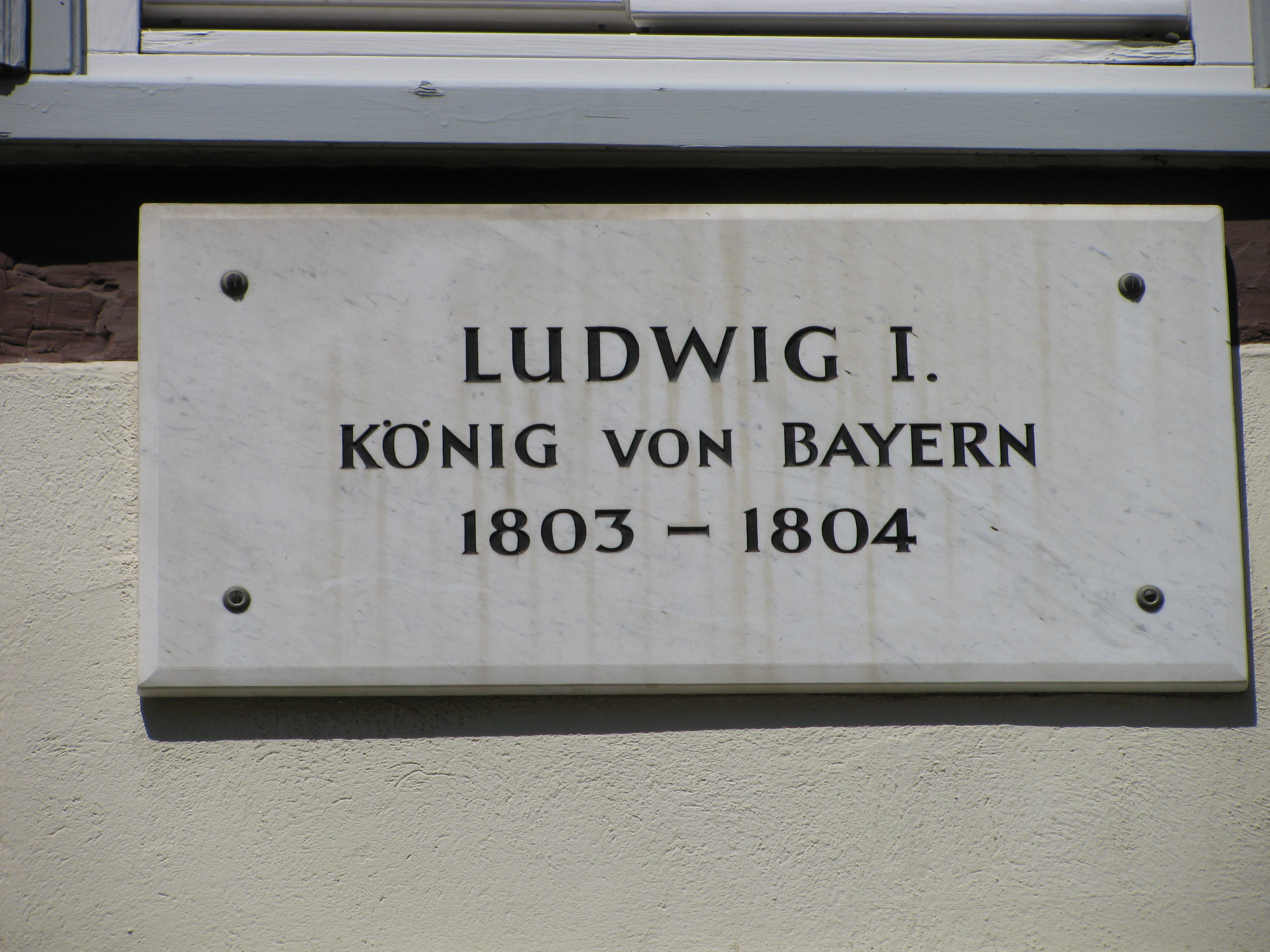
Beispiel einer Gedenktafel für ein später gekröntes Haupt (Mühlenstraße 1)
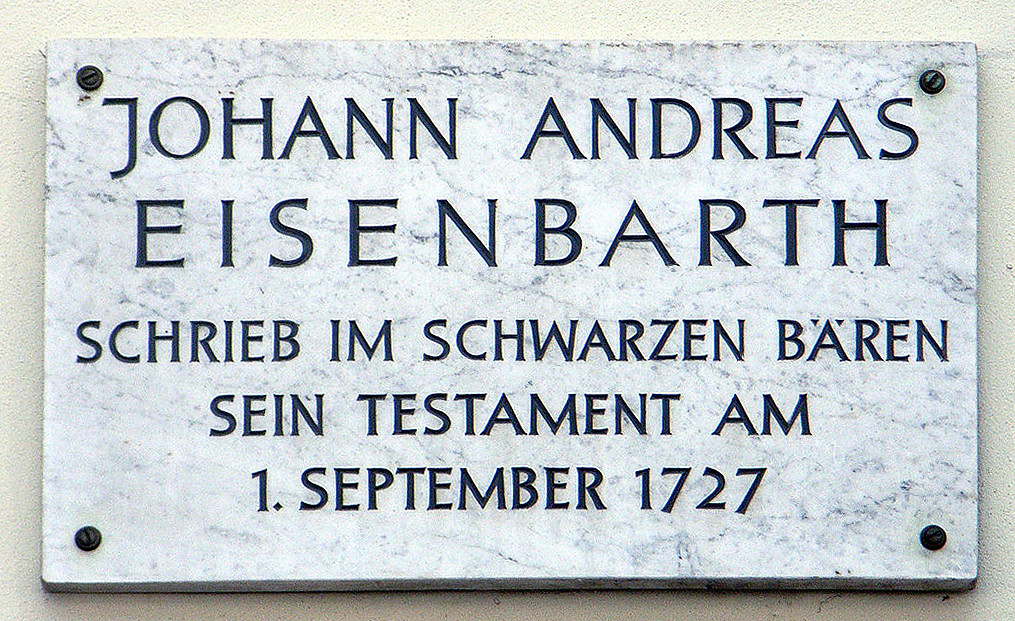
Beispiel für eine Gedenktafel, die an einen nur kurzen Aufenthalt erinnert (Kurze Straße 12, Schwarzer Bär)
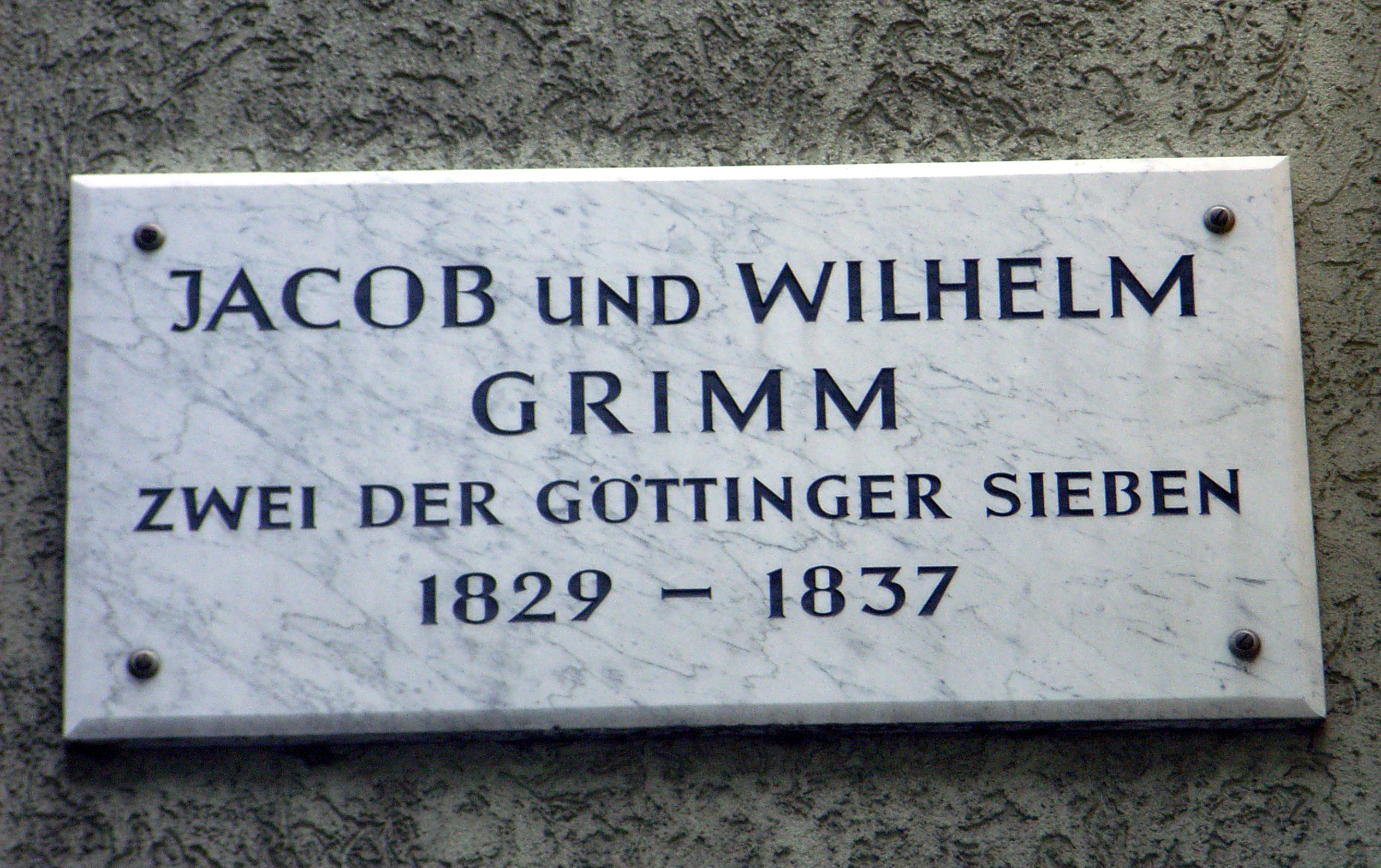
Gedenktafel mit zwei Namen (Goetheallee 6)
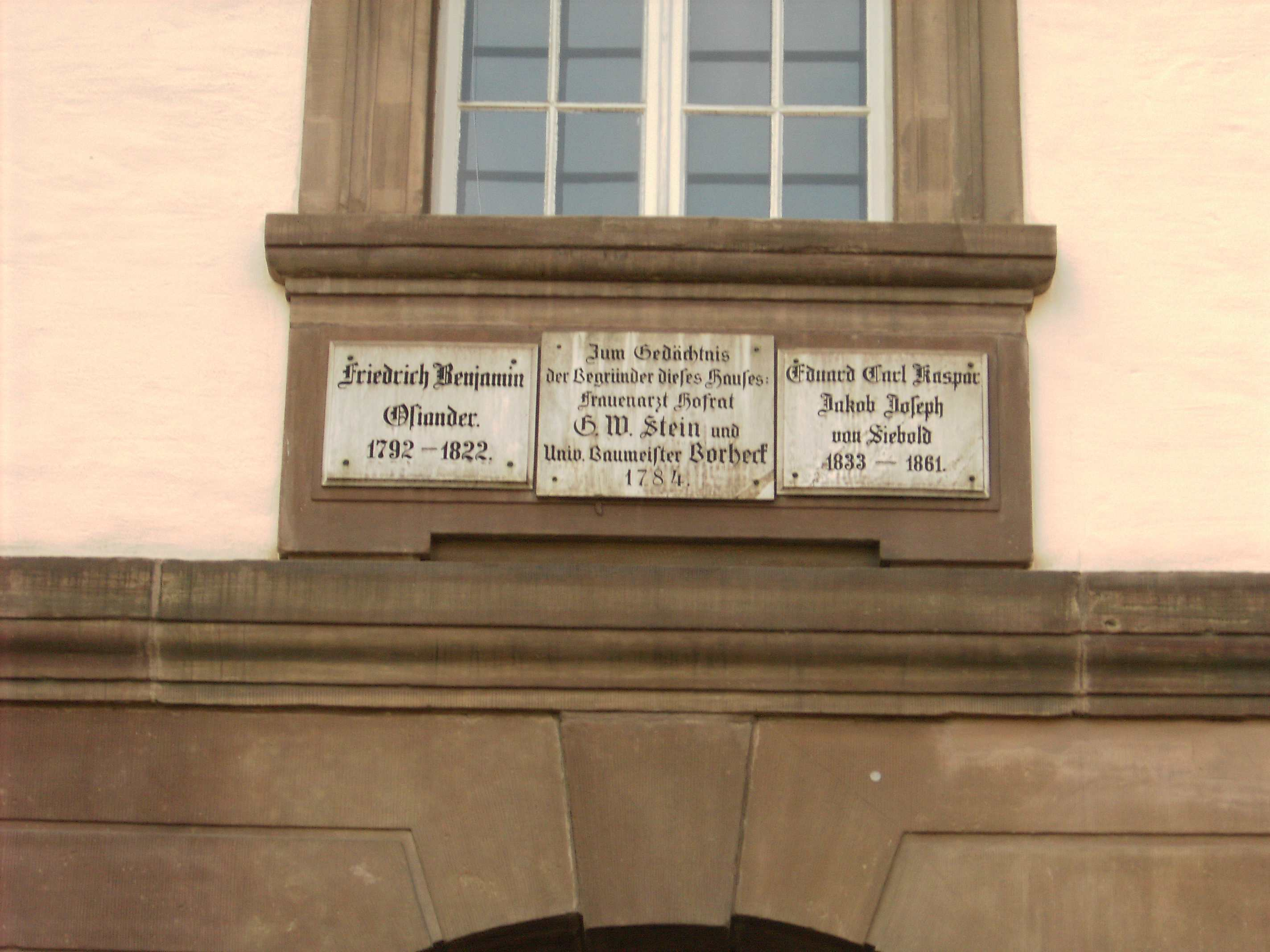
Drei Gedenktafeln an einem Haus (Kurze-Geismar-Straße 1, Accouchierhaus)
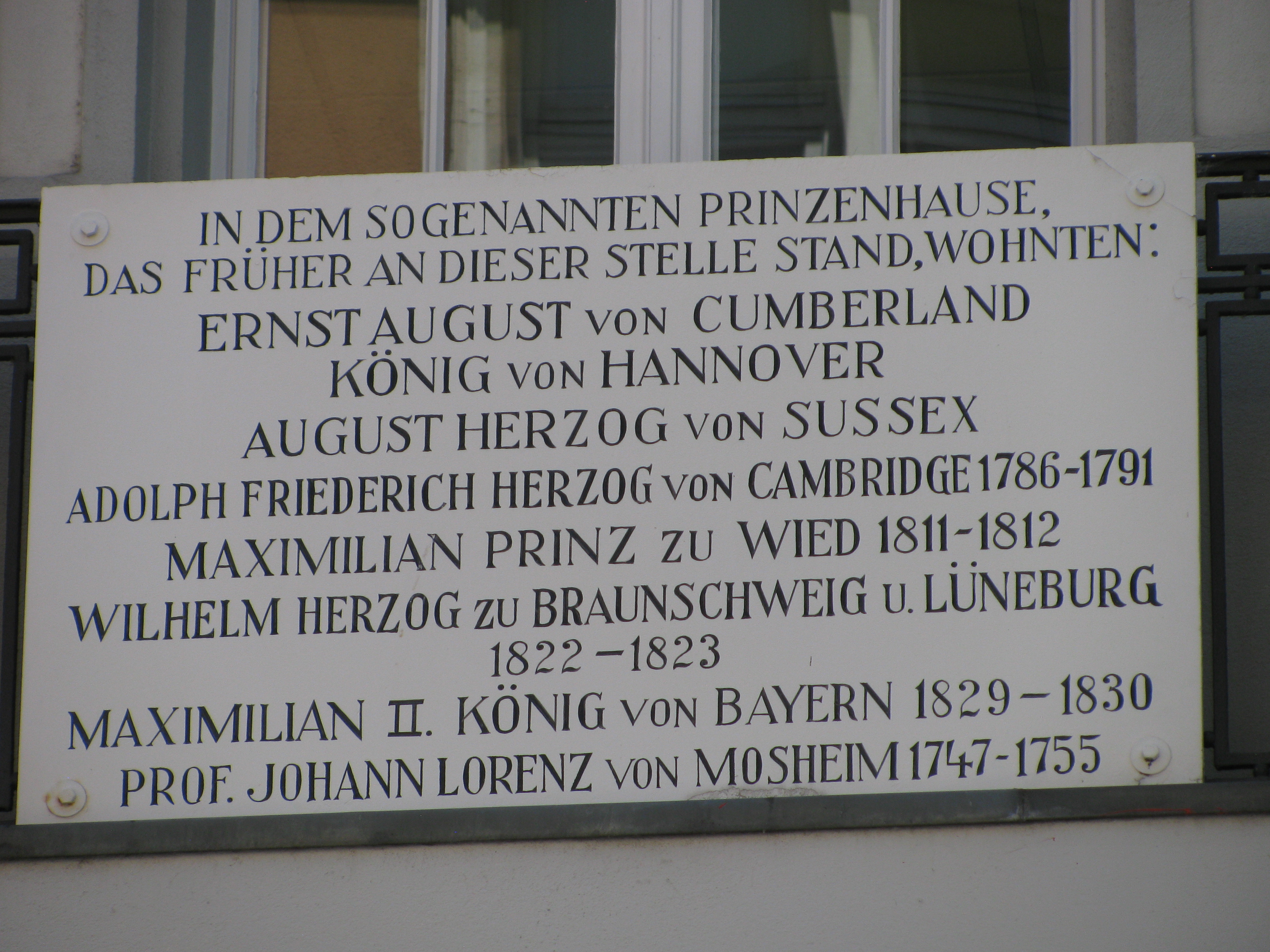
Göttinger Gedenktafel für acht adelige Bewohner (Prinzenstraße 2)
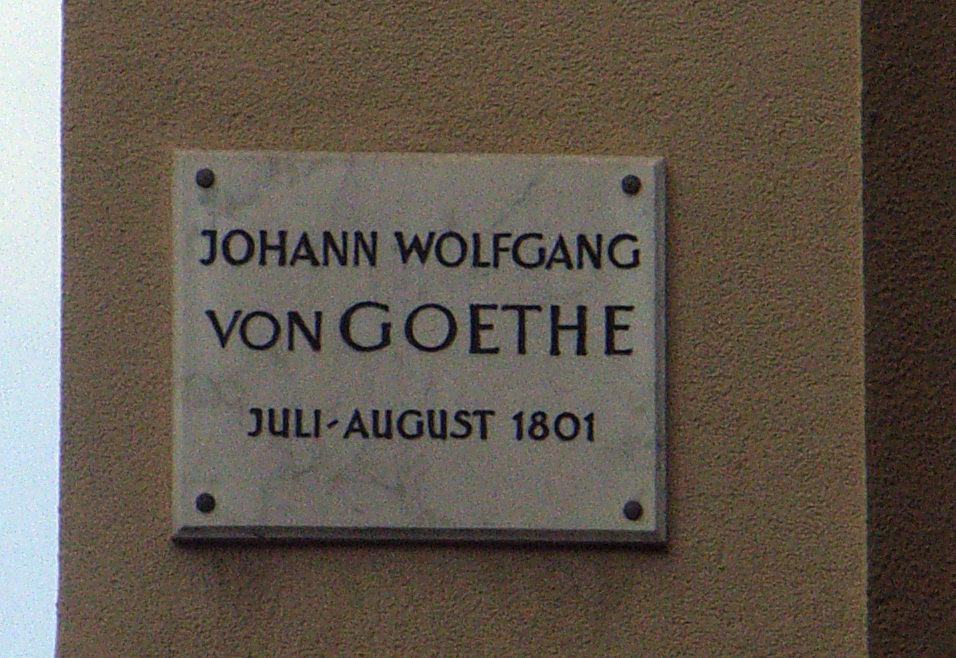
Eine Göttinger Gedenktafel im Reigen der unzähligen Goethe-Gedenktafeln (Goetheallee 12)
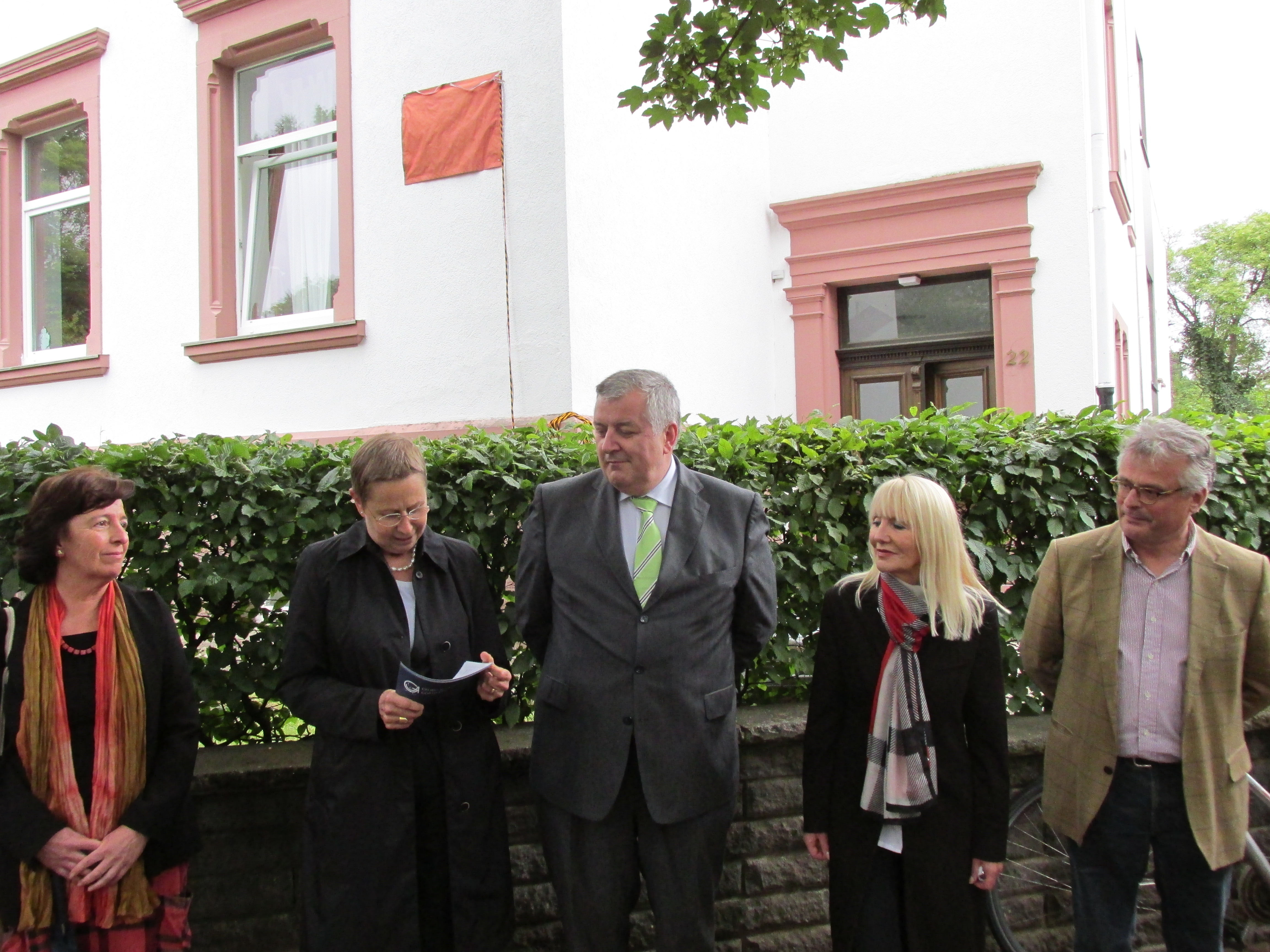
Reden vor der Enthüllung einer Göttinger Gedenktafel, 2014 (Beispiel: Tafel für Wigner Jenő Pál, Wilhelm-Weber-Straße 22)
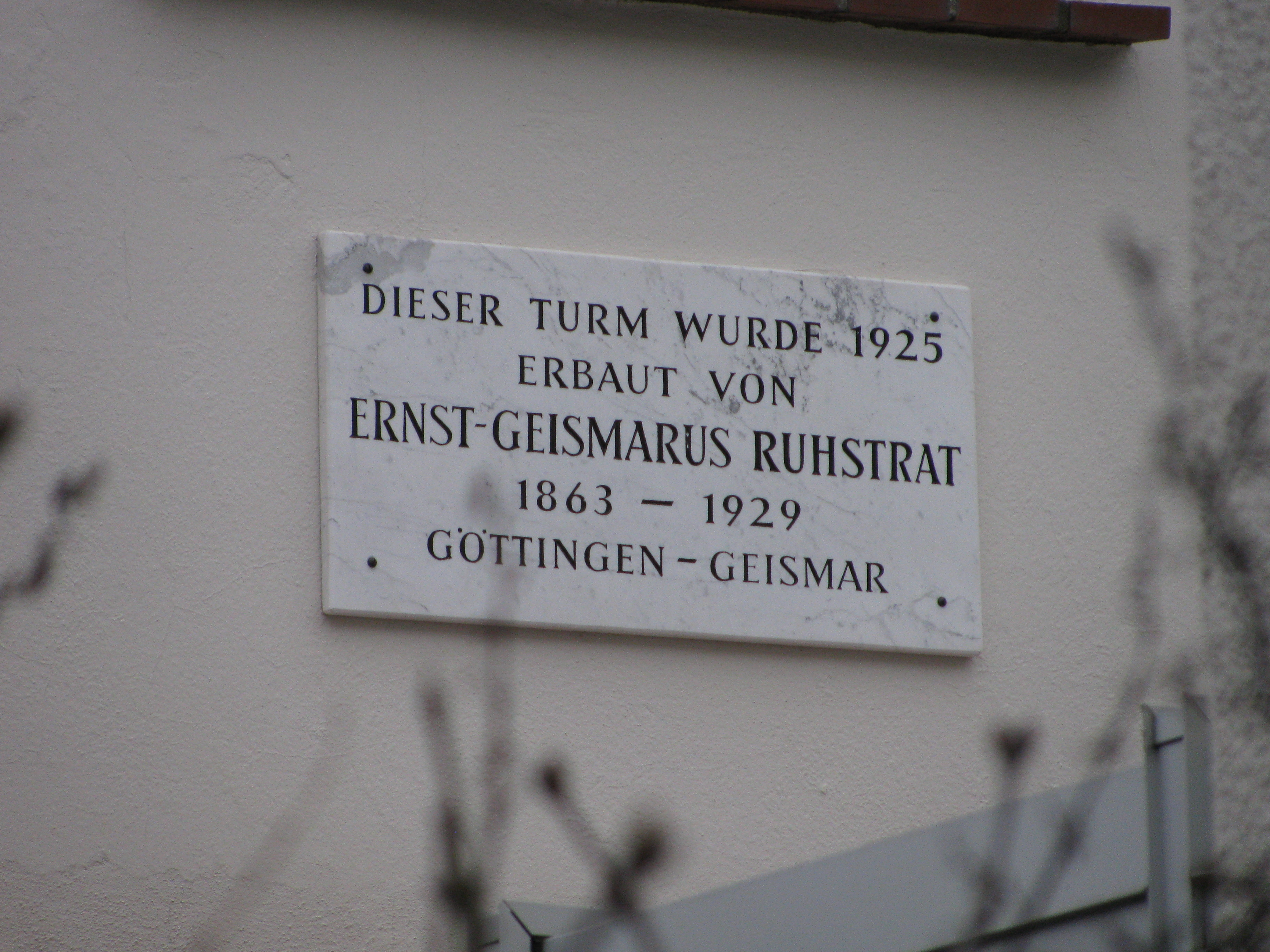
Privatinitiative in Anlehnung an die Göttinger Gedenktafeln (Göttingen-Geismar, Glockenweg 10)

## Auswahl der Persönlichkeiten
Wer von dem eingesetzten „Denkmäler-Ausschuss“ durch eine Göttinger Gedenktafel als „herausragende Persönlichkeit“ eingestuft wurde und wird, ist dem Wandel der Zeit unterworfen. Anträge kann jedermann stellen. Über neue Gedenktafeln entscheidet seit 1974 politisch der Kulturausschuss der Stadt Göttingen nach Prüfung und auf Vorschlag des Stadtarchivs Göttingen sowie nach Anhörung des Denkmalbeauftragten der Georg-August-Universität. 1977 wurde ein Kriterienkatalog aufgestellt, nach dem über Anträge auf Gedenktafeln entschieden werden soll. Die gesamte Organisation des Anbringens und Renovierens der Tafeln liegt in der Zuständigkeit des Stadtarchivs.
Als erste Frau erhielt immerhin schon 1911 Caroline Michaelis (Prinzenstraße 21) eine Gedenktafel. Bisweilen wurde für die Entfernung von Gedenktafeln demonstriert. Und es hat aus Protest gegen einzelne Persönlichkeiten sogar die offizielle Abhängung (z. B. für vier jüdische Bürger) oder auch die mutwillige Zerstörung von Gedenktafeln gegeben.
Einige der zuletzt angebrachten Gedenktafeln erinnern an den ungarisch-amerikanischen Physiker Eugene Paul Wigner (2014), den Aufklärer Adolph Knigge (2014), den Mathematiker Paul Bernays (2017), den Komponisten Franz Herzog (2017) und den Kunsthistoriker Johann Dominicus Fiorillo (2017), sowie an den Physiker Julius Robert Oppenheimer (2018), den Naturwissenschaftler Johann Andreas Segner (2018) und den Mathematiker Hugo Steinhaus (2018).
Neben den im Auftrag der Stadt angebrachten Tafeln gibt es inzwischen auch privat initiierte Tafeln, welche in Material und Ausführung den städtischen Gedenktafeln entsprechen.

## Varia

### Göttinger Gedenktafeln an anderen Orten
Die meisten Göttinger Gedenktafeln befinden sich in der Innenstadt und im Ostviertel, dazu fünf Stück in den Göttinger Ortsteilen Elliehausen, Geismar, Roringen und Weende. Zwei Göttinger Gedenktafeln hängen weit auswärts in Hann. Münden.

### Personen mit mehreren Gedenktafeln

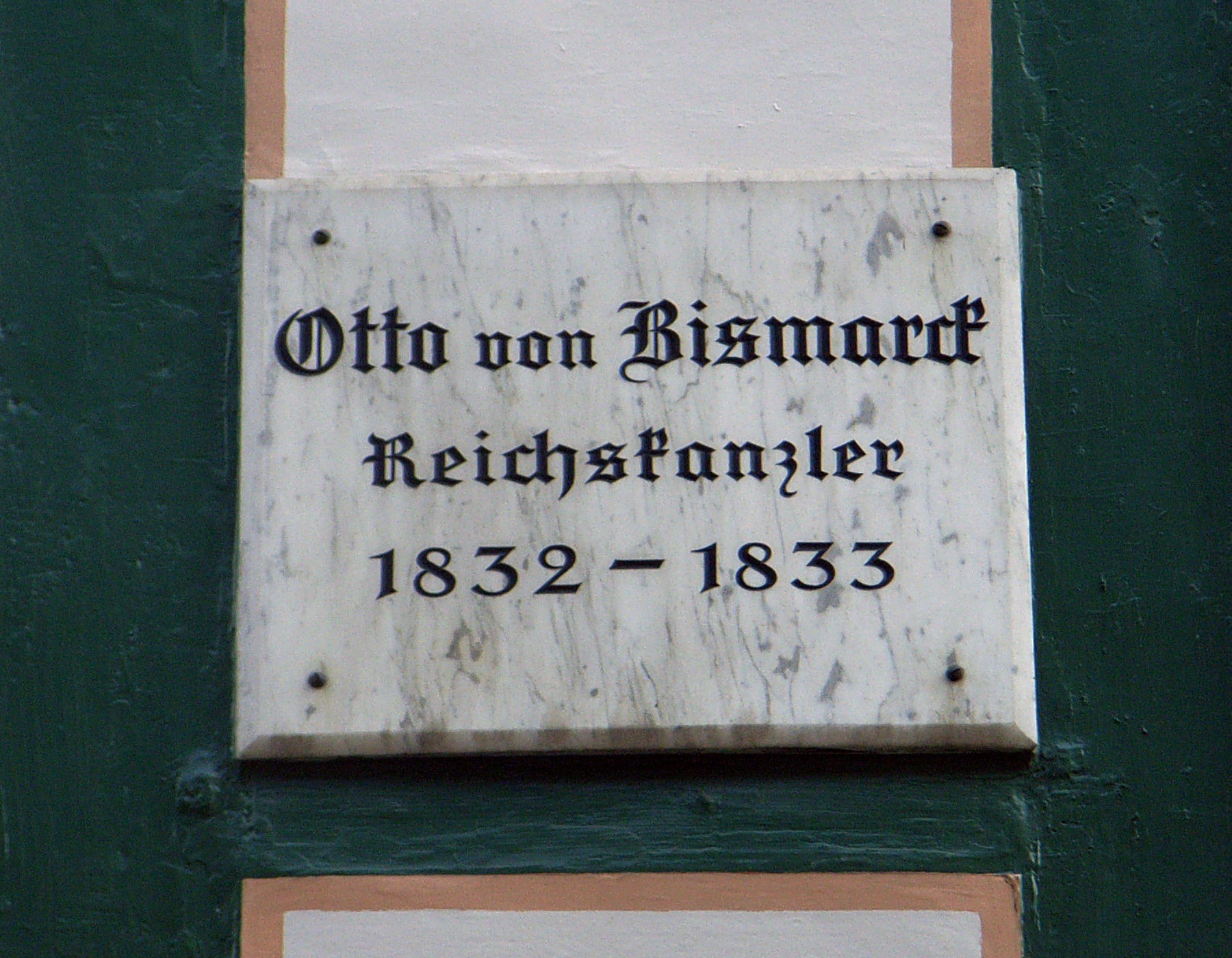
Otto von Bismarck (Rote Straße 27)

- Carl Friedrich Gauß erhielt die meisten Gedenktafeln: Zeitweilig waren es vier, heute sind es noch drei.
- Otto von Bismarck, der bekannteste Göttinger Student des 19. Jahrhunderts und spätere Reichskanzler, wird mit zwei Gedenktafeln geehrt: Die eine befindet sich am Haus der ersten Studentenwohnung in der Roten Straße 27, die zweite, von der Hannoverschen Eisengießerei gestiftete an der zweiten Studentenwohnung Bismarcks, dem Bismarck-Häuschen am südlichen Rand der Innenstadt. Sie ist aus Eisenguss und nicht aus Marmor wie die übrigen Tafeln.
- Robert Koch erhielt zwei Gedenktafeln: an den Häusern Goethe-Allee 4 und Burgstraße 22/23 sowie eine anders gestaltete Tafel am Gebäude Zindelstraße 1.
- Heinrich Friedrich Karl vom und zum Stein erhielt zwei Gedenktafeln, an der Weender Straße 23/25 und an der Paulinerstraße 5.

### Nachschlagebücher
(chronologisch)
- Gustav von Kortzfleisch: Biographischer Führer durch Göttingens Gedenktafeln: mit einem Anhange über sonstige Ehrungen hervorragender Männer durch Denkmäler, Strassenbenennungen usw. Lange, Göttingen 1905. (Erweiterte Zweitauflage: 1910[13])

- Walter Nissen: Göttinger Gedenktafeln. Ein biographischer Wegweiser. Vandenhoeck & Ruprecht, Göttingen 1962 (BooksGoogle). Weitere Auflage: Vandenhoeck & Ruprecht, Göttingen 1975, ISBN 978-3-525-39010-8. – Ergänzte Auflage unter dem Titel: Göttinger Gedenktafeln, Ergänzungen: Ergänzungen zu Walter Nissen: Göttinger Gedenktafeln: ein biographischer Wegweiser. Vandenhoeck & Ruprecht, Göttingen 1975, ISBN 978-3-525-39010-8.
- Helga-Maria Kühn: „... Stile Anrede ...“ Göttinger Gedenktafeln 1874 bis 1899. In: 100 Jahre Göttingen und sein Museum. Texte und Materialien zur Ausstellung im Städtischen Museum und im Alten Rathaus 1. Oktober 1989 – 7. Januar 1990. Druckhaus Göttingen, Göttingen 1989 (ohne ISBN), S. 225–238, hier S. 235–238: Auflistung des Stands von 1989.
- Walter Nissen, Christina Prauss, Siegfried Schütz: Göttinger Gedenktafeln. Ein biografischer Wegweiser. Vandenhoeck & Ruprecht, Göttingen 2002, ISBN 3-525-39161-7.
- Siegfried Schütz, Walter Nissen: Göttinger Gedenktafeln. Ein biografischer Wegweiser. Vandenhoeck & Ruprecht, Göttingen 2016, ISBN 978-3-525-30081-7. (Digitalisat auf books.google.de, abgerufen am 26. März 2023) – Zusammenfassender Zeitungsartikel („Das große Göttinger Who's who“) zur Neuerscheinung des Buchs: Göttinger Tageblatt vom 20. Januar 2016.

### Sekundärliteratur
- Otto Fahlbusch: Göttinger Gedenktafeln auf Initiative Merkels gestiftet – viele berühmte Namen. In: Zwischen Harz und Weser, 8. August 1953.
- Walter Nissen: Leben in Marmor – eine Göttinger Erfindung. Die Gedenktafeln für berühmte Gäste und Bürger. In: Göttinger Jahresblätter, Jg. 1, 1978, S. 79–82.
- Helga-Maria Kühn: „... Stile Anrede ...“ Göttinger Gedenktafeln 1874 bis 1899. In: 100 Jahre Göttingen und sein Museum. Texte und Materialien zur Ausstellung im Städtischen Museum und im Alten Rathaus 1. Oktober 1989 – 7. Januar 1990. Druckhaus Göttingen, Göttingen 1989 (ohne ISBN), S. 225–238.

## Einzelbelege
1. 1 2 3 4  Helga-Maria Kühn: „... Stile Anrede ...“ Göttinger Gedenktafeln 1874 bis 1899. In: 100 Jahre Göttingen und sein Museum. Texte und Materialien zur Ausstellung im Städtischen Museum und im Alten Rathaus 1. Oktober 1989 – 7. Januar 1990. Druckhaus Göttingen, Göttingen 1989 (ohne ISBN), S. 225–238, hier S. 226.
2. 1 2 3  Gedenktafeln in Jena. In: jenakultur.de. Abgerufen am 26. März 2023.
3. ↑  Kunstwerke und Gedenktafeln im öffentlichen Raum. In: heidelberg.de. Abgerufen am 26. März 2023.
4. ↑  Gedenktafeln. In: tuepedia.de. Abgerufen am 26. März 2023.
5. ↑  Stuttgarter Gedenktafeln. In: stuttgart.im-bild.org. Abgerufen am 26. März 2023.
6. ↑  Gedenktafeln in Leipzig. In: leipzig.de. Abgerufen am 26. März 2023.
7. ↑  Elke Strauchenbruch: Wer war wo in Wittenberg? Wissenswertes zu 124 Gedenktafeln. Drei Kastanien-Verlag, Wittenberg 2008, ISBN 3-933028-80-9.
8. ↑  Gedenktafeln in Berlin. Gedenkstätte Deutscher Widerstand | Aktives Museum Faschismus und Widerstand in Berlin e. V. | Holger Hübner, abgerufen am 26. März 2023.
9. ↑  Georg Merkel: Erinnerungen an meine fünfundzwanzigjährige Thätigkeit als Bürgermeister von Göttingen. Lüder Horstmann, Göttingen 1897, S. 74 f.
10. ↑  Helga-Maria Kühn: „... Stile Anrede ...“ Göttinger Gedenktafeln 1874 bis 1899. In: 100 Jahre Göttingen und sein Museum. Texte und Materialien zur Ausstellung im Städtischen Museum und im Alten Rathaus 1. Oktober 1989 – 7. Januar 1990. Druckhaus Göttingen, Göttingen 1989 (ohne ISBN), S. 225–238, hier S. 225.
11. 1 2  Helga-Maria Kühn: „... Stile Anrede ...“ Göttinger Gedenktafeln 1874 bis 1899. In: 100 Jahre Göttingen und sein Museum. Texte und Materialien zur Ausstellung im Städtischen Museum und im Alten Rathaus 1. Oktober 1989 – 7. Januar 1990. Druckhaus Göttingen, Göttingen 1989 (ohne ISBN), S. 225–238, hier S. 227.
12. ↑  Helga-Maria Kühn: „... Stile Anrede ...“ Göttinger Gedenktafeln 1874 bis 1899. In: 100 Jahre Göttingen und sein Museum. Texte und Materialien zur Ausstellung im Städtischen Museum und im Alten Rathaus 1. Oktober 1989 – 7. Januar 1990. Druckhaus Göttingen, Göttingen 1989 (ohne ISBN), S. 225–238, hier S. 227 f.
13. 1 2  Helga-Maria Kühn: „... Stile Anrede ...“ Göttinger Gedenktafeln 1874 bis 1899. In: 100 Jahre Göttingen und sein Museum. Texte und Materialien zur Ausstellung im Städtischen Museum und im Alten Rathaus 1. Oktober 1989 – 7. Januar 1990. Druckhaus Göttingen, Göttingen 1989 (ohne ISBN), S. 225–238, hier S. 228.
14. ↑  Walter Nissen, Christina Prauss, Siegfried Schütz: Göttinger Gedenktafeln. Ein biografischer Wegweiser. Vandenhoeck & Ruprecht, Göttingen 2002, ISBN 3-525-39161-7.
15. ↑  Beschlussvorlage/sonstige Vorlage - FB41/0041/25: Neufassung der Richtlinien für die Anbringung von Gedenktafeln. In: goettingen.de. Stadt Göttingen, März 2025, abgerufen am 15. März 2025.
16. ↑  Siegfried Schütz, Walter Nissen: Göttinger Gedenktafeln. Ein biografischer Wegweiser. Vandenhoeck & Ruprecht, Göttingen 2016, ISBN 978-3-525-30081-7, S. 9, 13, 25, 36, 41, 49, 57, 58, 71 (2 Personen), 72, 76, 98, 103, 133, 138, 145, 156, 158, 159, 160, 161, 188, 192 (2 Personen), 202, 212, 215, 218, 223, 228, 249 (Beschreibung der Personen zu nicht erhaltenen Göttinger Gedenktafeln).
17. ↑  Siegfried Schütz, Walter Nissen: Göttinger Gedenktafeln. Ein biografischer Wegweiser. Vandenhoeck & Ruprecht, Göttingen 2016, ISBN 978-3-525-30081-7, S. 5.
18. ↑  Beispielsweise: Göttinger Laudationes, in: Göttinger Jahrbuch, Bd. 27, 1979, S. 201–27 und Rainer Kress: Hugo Steinhaus (1887–1972). Laudatio anlässlich der Enthüllung einer Gedenktafel für Hugo Steinhaus am 2. Juni 2018 in der Planckstraße 1. In: Göttinger Jahrbuch, Bd. 67, 2019, S. 223–230; Digitalisat auf num.math.uni-goettingen.de, abgerufen am 26. März 2023.
19. ↑  Einen bebilderten Internet-Bericht zur Enthüllung einer neuen Göttinger Gedenktafel findet man beispielsweise auf erdbebenwarte.de (2016, abgerufen am 26. März 2023).
20. ↑  Helga-Maria Kühn: „... Stile Anrede ...“ Göttinger Gedenktafeln 1874 bis 1899. In: 100 Jahre Göttingen und sein Museum. Texte und Materialien zur Ausstellung im Städtischen Museum und im Alten Rathaus 1. Oktober 1989 – 7. Januar 1990. Druckhaus Göttingen, Göttingen 1989 (ohne ISBN), S. 225–238, hier S. 231 f. (mit Abdruck des Kriterienkatalogs).
21. ↑  Helga-Maria Kühn: „... Stile Anrede ...“ Göttinger Gedenktafeln 1874 bis 1899. In: 100 Jahre Göttingen und sein Museum. Texte und Materialien zur Ausstellung im Städtischen Museum und im Alten Rathaus 1. Oktober 1989 – 7. Januar 1990. Druckhaus Göttingen, Göttingen 1989 (ohne ISBN), S. 225–238, hier S. 226 und 231.
22. ↑  Siegfried Schütz, Walter Nissen: Göttinger Gedenktafeln. Ein biografischer Wegweiser. Vandenhoeck & Ruprecht, Göttingen 2016, ISBN 978-3-525-30081-7, S. 154 f.
23. ↑  Helga-Maria Kühn: „... Stile Anrede ...“ Göttinger Gedenktafeln 1874 bis 1899. In: 100 Jahre Göttingen und sein Museum. Texte und Materialien zur Ausstellung im Städtischen Museum und im Alten Rathaus 1. Oktober 1989 – 7. Januar 1990. Druckhaus Göttingen, Göttingen 1989 (ohne ISBN), S. 225–238, hier S. 229.
24. ↑  Jennifer Bullert: Anti-Atom-Initiative Göttingen plädiert für Entfernung der Oppenheimer-Gedenktafel. In: stadtradio-goettingen.de. 7. Mai 2018, abgerufen am 26. März 2023.
25. ↑  Helga-Maria Kühn: „... Stile Anrede ...“ Göttinger Gedenktafeln 1874 bis 1899. In: 100 Jahre Göttingen und sein Museum. Texte und Materialien zur Ausstellung im Städtischen Museum und im Alten Rathaus 1. Oktober 1989 – 7. Januar 1990. Druckhaus Göttingen, Göttingen 1989 (ohne ISBN), S. 225–238, hier S. 231 (mit Beispielen).
26. ↑  Gedenktafeln. In: stadtarchiv.goettingen.de. Abgerufen am 19. Juli 2025.
27. 1 2  Siegfried Schütz, Walter Nissen: Göttinger Gedenktafeln. Ein biografischer Wegweiser. Vandenhoeck & Ruprecht, Göttingen 2016, ISBN 978-3-525-30081-7, S. 72: Hann. Münden, Mitscherlichstraße 3 für Alexander Mitscherlich (nicht erhalten) und Am Plan 6 für Heinrich Wilhelm Christian Burckhadt.

Koordinaten: 51° 32′ 2″ N, 9° 56′ 8″ O